# Філіпп Христоф Целлер
Філіп Христоф Целлер (нім. Philipp Christoph Zeller, 1808-1883) — німецький лепідоптеролог. Автор численних таксонів лускокрилих.

## Біографія
У 1827—1830 роках вивчав філологію в Берліні. Після закінчення навчання став викладачем гімназії у Франкфурті-на-Одері. У 1860 році призначений старшим викладачем Вищого реального училища в Мезеріці. Вийшовши в 1869 році на пенсію, переїхав до Штеттина.
Целлер вже з ранніх років захоплювався вивченням комах і особливо Microlepidoptera. Він першим розробив класифікацію цих метеликів, засновану на морфології, яку виклав у своїй праці «Versuch einer naturgemässen Eintheilung der Schaben. Tinea» (1839). Інші роботи Целлера стосувалися як систематики, так і фауністики лускокрилих.